# Zmeinyj istočnik
Zmeinyj istočnik (Змеиный источник) è un film del 1997 diretto da Nikolaj Lebedev.

## Trama
Il paese in cui Dina, studentessa dell'Istituto pedagogico, viene a praticare, è paralizzato dalla paura. Una serie di misteriosi omicidi di ragazze apparentemente simili fa pensare ai residenti che in città operi un vero maniaco.